# IC 747
IC 747 је елиптична галаксија у сазвјежђу Дјевица која се налази на листи објеката дубоког неба у Индекс каталогу.
Деклинација објекта је - 8° 17' 30" а ректасцензија 11h 57m 4,8s. Привидна величина (магнитуда) објекта IC 747 износи 14,4 а фотографска магнитуда 15,4. IC 747 је још познат и под ознакама NPM1G -08.0363, PGC 170182.